# Хатьма тюрингенская
Хатьма́ тюри́нгенская, или хатьма́ тюри́нгийская, или хатьма́ тюри́нгская, или лава́тера тюри́нгенская (лат. Málva thuringiáca) — многолетнее растение семейства Мальвовые (Malvaceae). Русскоязычное название по устаревшему синониму лат. Lavátera thuringiáca, в современной классификации APG IV вид относится к роду Мальва, переводом латинского названия вида является ма́льва тюри́нгенская, или просви́рник тюри́нгенский.

## Название
Свой видовой эпитет лат. thuringiáca растение получило по месту описания в земле  восточной Германии — Тюрингии (нем. Thüringen).
Народные названия растения — собачья рожа, собачья роза, куколки, бабий цвет и др.

## Ареал
Мальва тюрингенская распространена в Восточной Европе и Юго-Западной Азии, от Южной Германии на юг до Италии и на восток до юга России, Казахстана и Турции.
В качестве заносного вида встречается во Франции, Швеции, Финляндии, Европейском Севере России, в Приморье, а также в Северной Америке (Манитоба, Саскачеван, Вайоминг, Миннесота).

## Места обитания
Обычное растение луговых степей, встречается на суходольных лугах, по склонам, на залежах, по кустарникам и вырубкам, а также как сорняк в садах и огородах. Поднимается в горы до высоты 2000 м.

## Ботаническое описание
Многолетнее многостебельное растение высотой 25–200 см; покрыто звездчатыми волосками.
Листья 3–5-лопастные, округло-почковидные или широкояйцевидные, по краю городчатые или зубчатые.
Соцветие — рыхлая, удлинённая кисть с крупными одиночными цветками, сидящими на длинных цветоножках в пазухах листьев. Околоцветник двойной, пятичленный. Подчашие из трёх широких у основания сросшихся листочков. Чашечка из пяти сросшихся чашелистиков. Цветки крупные, собраны в кистевидные соцветия. Лепестки венчика 4–5 см длиной, бледно- или ярко-розовые, обратно треугольные, на 1⁄3 вырезаны.
Сборный плод распадается на отдельные завязи, завязи гладкие. Цветёт в июне — сентябре.
Имеет толстый стержневой корень.

### Ботанические иллюстрации

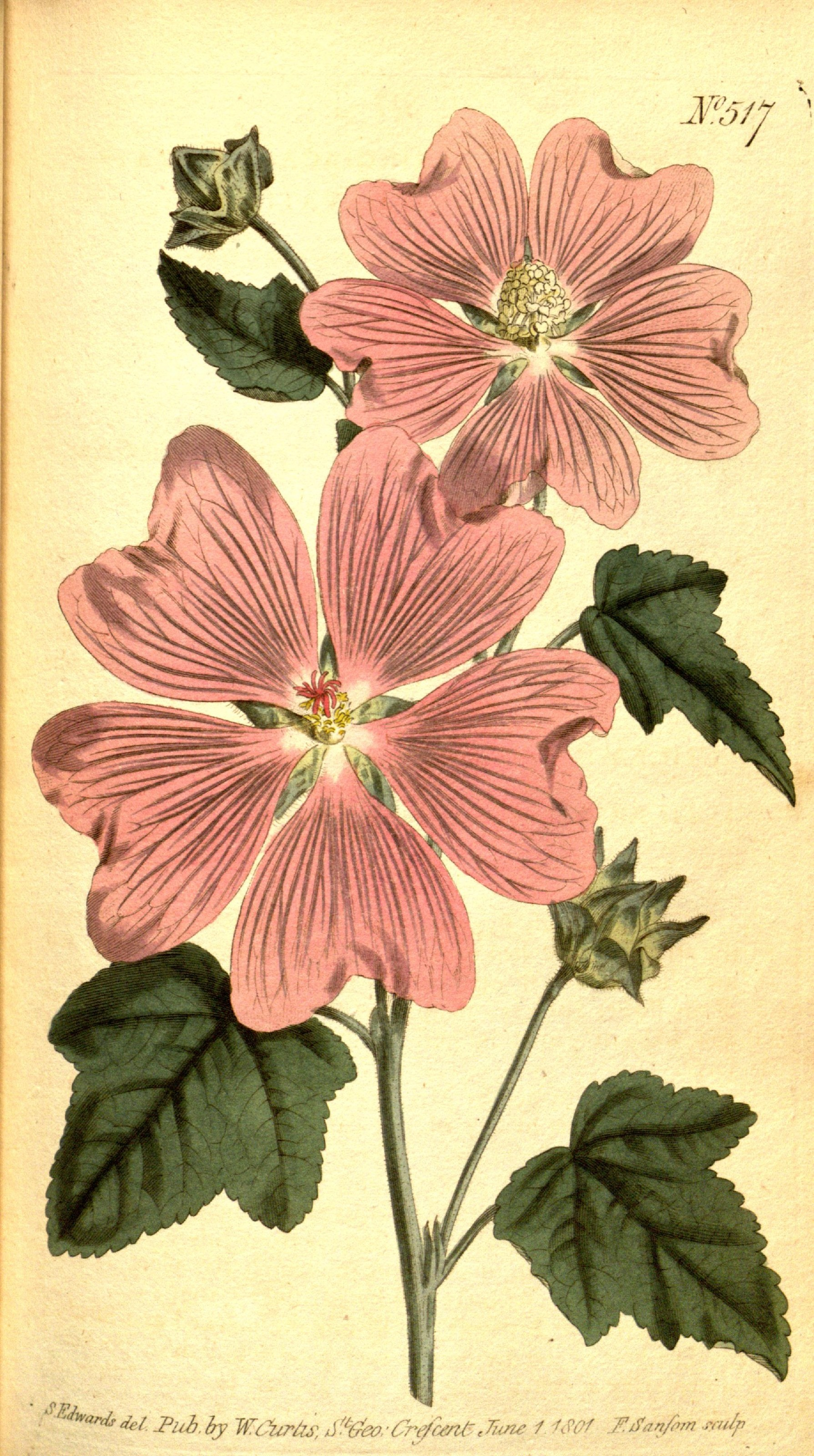
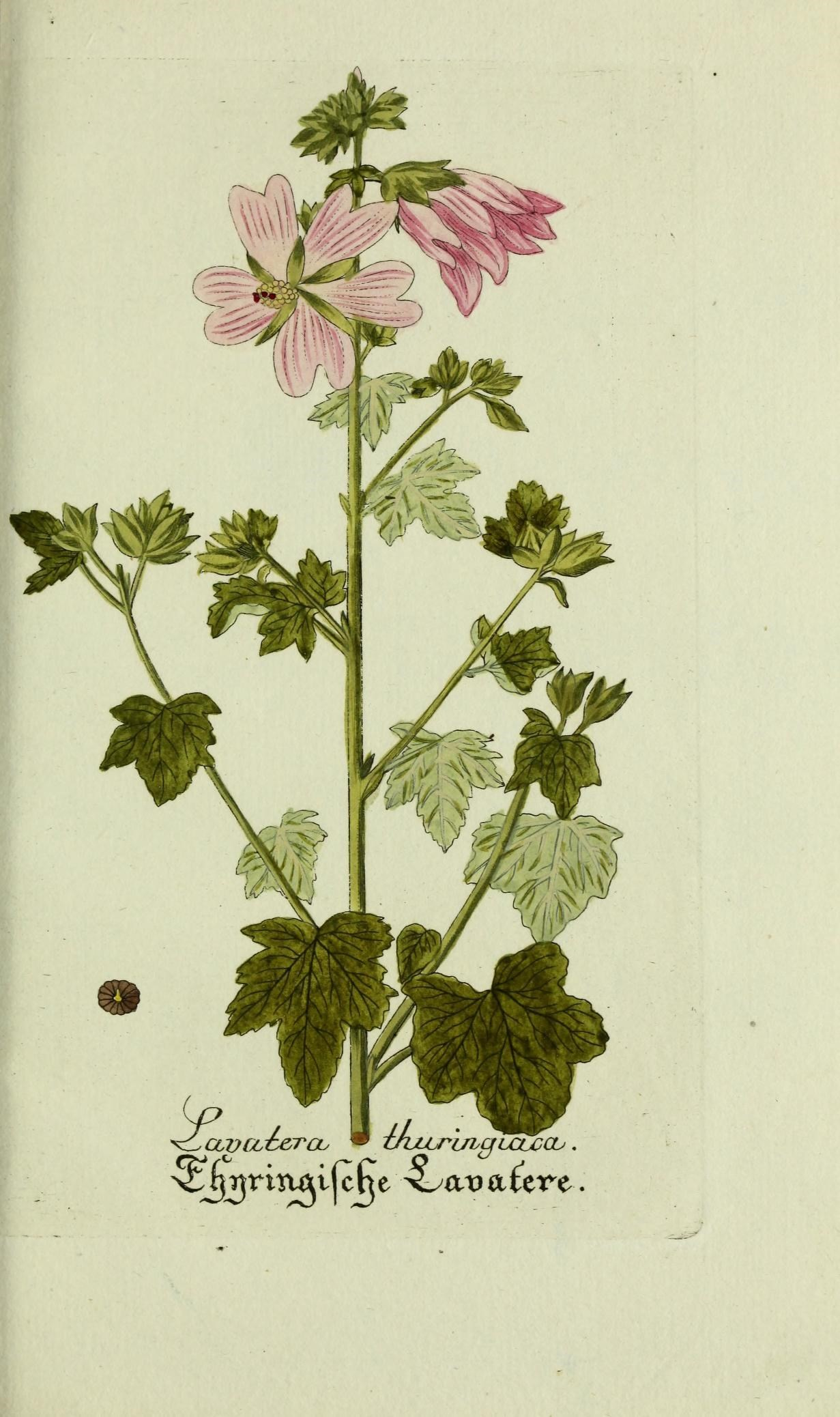

## Хозяйственное значение и применение
Медоносное растение. Яркие цветы привлекают пчёл. Один цветок выделяет до 4,8959 мг нектара, в составе которого 52,39–70,16 % фруктозы и 26,28–45,51 % глюкозы.
Скотом на пастбище не поедается.
Волокна используют для изготовления шпагата, верёвок.
Лекарственное и декоративное растение. Хорошо растет в условиях средней полосы России, обильно цветет на протяжении почти всего лета. Неприхотливый цветок, подходящий для садового и уличного озеленения, хорошо размножается самосевом.